# Santuario di Santa Maria dei Miracoli (Morbio Inferiore)
Il santuario di Santa Maria dei Miracoli è un edificio religioso che si trova a Morbio Inferiore (comune svizzero del Canton Ticino), costruito a partire dal 1595 sul terreno offerto dalla famiglia Silva, in seguito a un'apparizione mariana con simultanea guarigione di due giovani che si sarebbe verificata, secondo la tradizione, il 29 luglio del 1594.

## Storia
L'attuale Santuario venne edificato a partire dal 1595, nel luogo dove si trovava un oratorio dedicato a San Bernardino da Siena. L'oratorio era stato costruito come cappella del castello di Morbio, smantellato nel 1517, e dal 1550 versava in condizioni di abbandono.
La consacrazione del Santuario avvenne in data 6 
maggio 1613.

### L'apparizione
Secondo il racconto tradizionale, il 29 luglio 1594 due ragazze milanesi, Caterina e Angela, rispettivamente di dieci e sette anni, raggiungono il colle di Morbio dopo un lungo e faticoso viaggio dalla capitale lombarda. Sono malate e tormentate dal demonio, e sono salite fino a Morbio per chiedere la benedizione dal vice-parroco locale, Don Gaspare dei Barberini, cui sono attribuiti particolari carismi. Ma il parroco è assente e le due giovani si dispongono ad aspettare, raccogliendosi in preghiera, quando all'improvviso, secondo la narrazione tradizionale, la Madonna appare loro e le guarisce, esortando alla preghiera e invitando Caterina a farsi religiosa.

## Descrizione

### Esterno
La facciata della chiesa è a capanna, ed è formata da due ordini sovrapposti con lesene tuscaniche e separati da un cornicione, e da un timpano triangolare.
Nell'ordine inferiore, intervallati da lesene, si aprono i tre portali, due laterali gemelli ed uno centrale più grande rispetto agli altri due. In corrispondenza del portale maggiore, nell'ordine superiore si aprono tre grandi finestroni rettangolari.
Alla sinistra della facciata, si erge la torre campanaria, del 1924, con orologio.

### Interno
L'edificio a navata unica con breve transetto, coperto da una cupola ovoidale intradossata, presenta quattro cappelle laterali e un presbiterio quadrato. 
Alla parete di fondo del presbiterio è addossato l'altare maggiore, in marmi policromi. Sopra all'altare, due colonne con capitello includono una grande pala raffigurante una scena di Natività. Ai lati dell'altare, due statue raffigurano, rispettivamente, San Giorgio e il Drago (a sinistra) e San Rocco con il cane (a destra). Sopra alle statue, rispettivi altorilievi raffiguranti gli stessi santi.
In cima alla parete di fondo del presbiterio, una finestra termale ospita una vetrata di inizio XX secolo che raffigura l'episodio alla base dell'edificazione del Santuario.

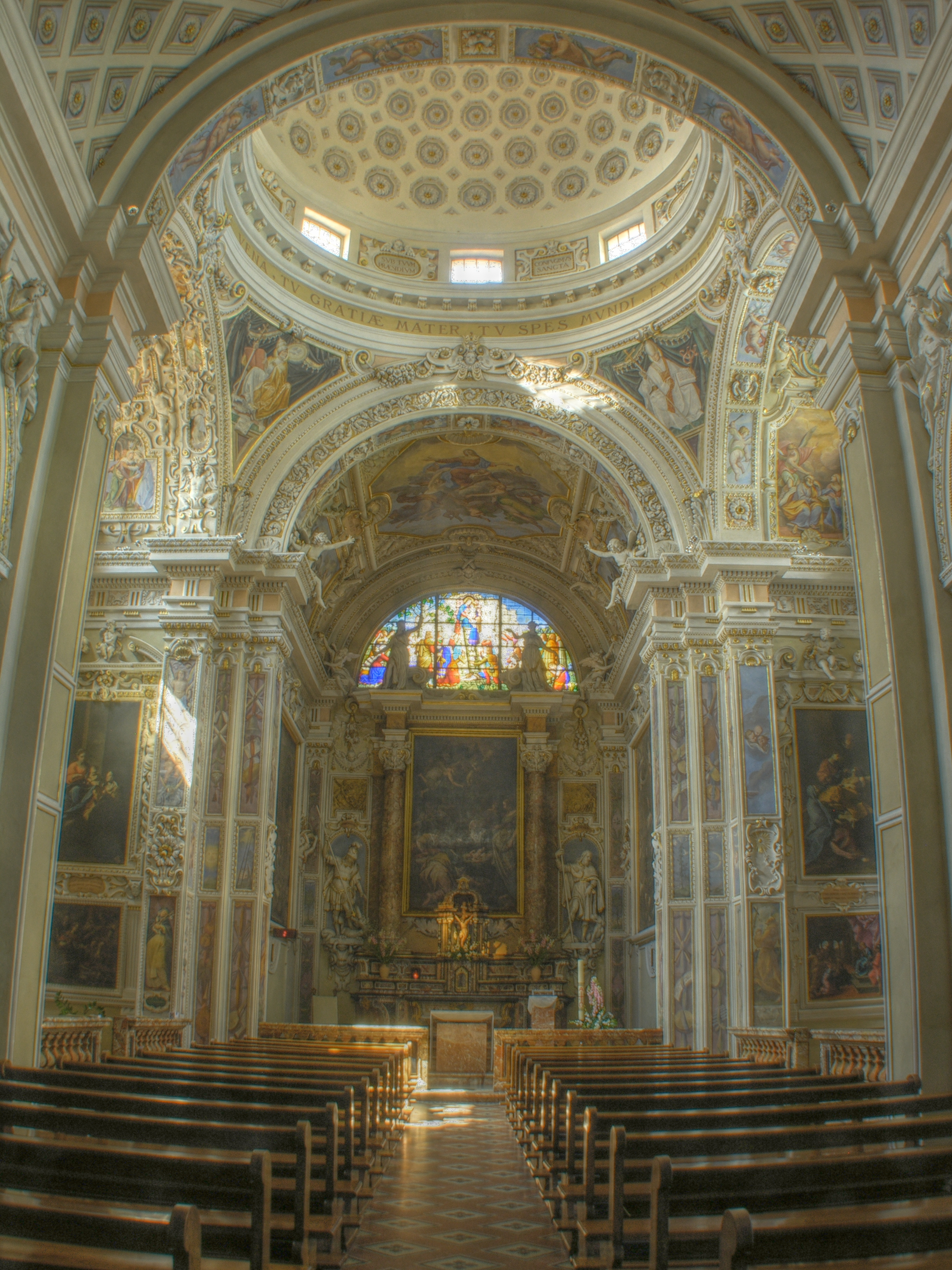
Interno

Tra le cappelle laterali, la più importante è la seconda di sinistra. Situata nel transetto, questa cappella ospita un quattrocentesco affresco mariano, al dipinto, raffigurante una Madonna del latte, è tradizionalmente attribuito l'evento di guarigione da cui ebbe inizio la storia del Santuario. Il dipinto è incastonato in un altare del XVII secolo, ornato da medaglioni dipinti realizzati da Isidoro Bianchi. Sempre sul lato sinistro, la prima cappella conserva un grande quadro nel quale sono raffigurati i santi Pietro e Paolo.
La prima cappella di destra ospita un dipinto raffigurante Carlo Borromeo, il cui motto ("humilitas") campeggia sulla volta della stessa cappella. Sempre sul lato destro, la cappella del transetto conserva pitture di Giuseppe Antonio Petrini e un altare seicentesco.
Sulla moderna cantoria lignea in controfacciata, appositamente progettata nel 2001 dal Rizzi, si trova l'organo a canne Mascioni opus 1157, costruito nel 2001. Lo strumento è a trasmissione mista, meccanica per i manuali e il pedale ed elettrica per i registri e le combinazioni, ed è diviso in tre corpi: il Positivo tergale, corrispondente alla prima tastiera, sporgente dalla balaustra della cantoria e, agli angoli interni della cantoria, i due corpi che ospitano il Grand'Organo, corrispondente alla seconda tastiera, e il Pedale.
Precedentemente vi era un organo a trasmissione elettrica degli anni '50, nel quale erano inserite canne di scuola veneta sette-ottocentesca, costruito dalla ditta La Fonica di Padova. È stato smontato nel 2000 per far posto all'attuale, e se ne sono perse le tracce.

## Galleria d'immagini

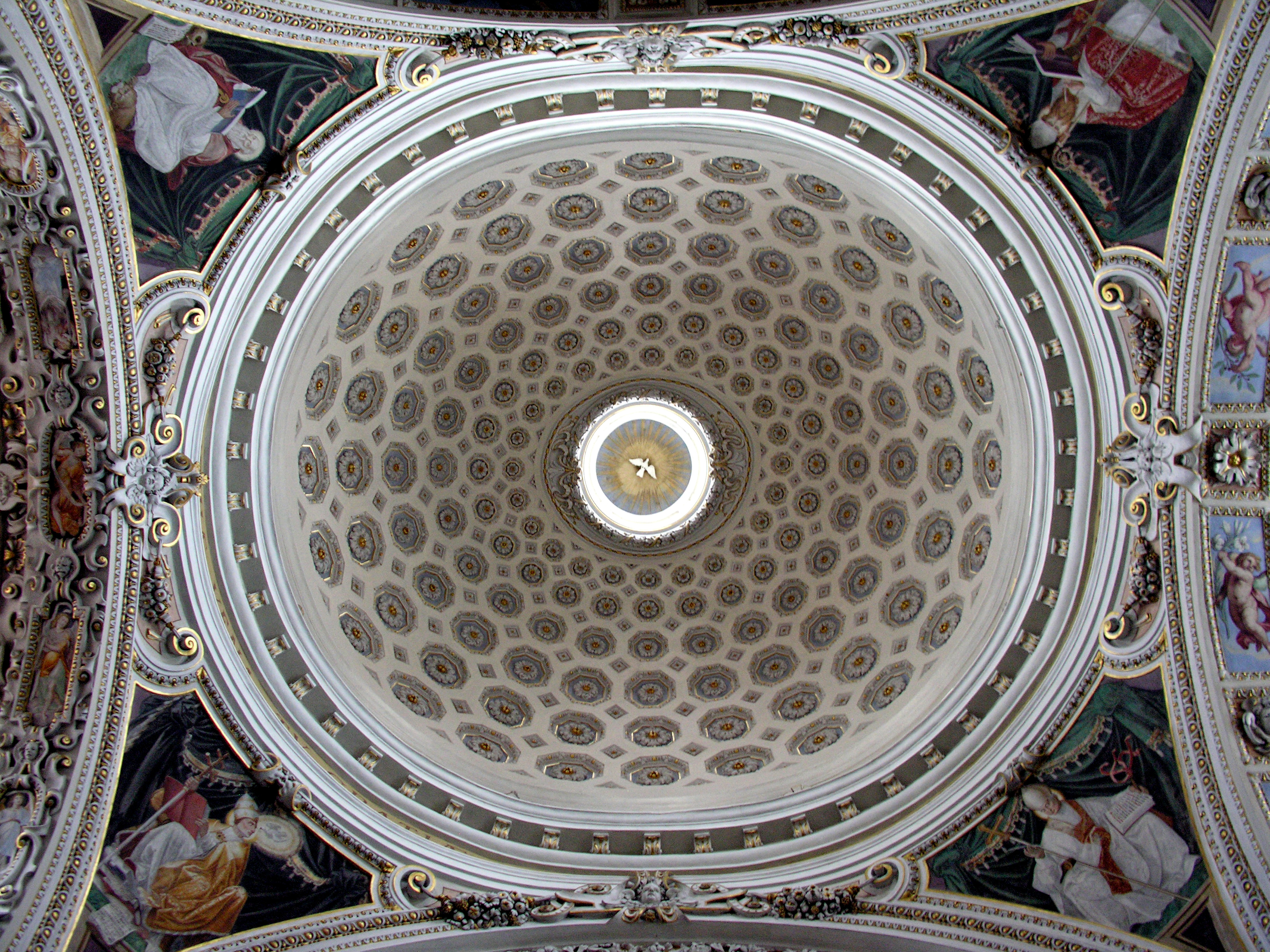
La cupola vista dall'interno
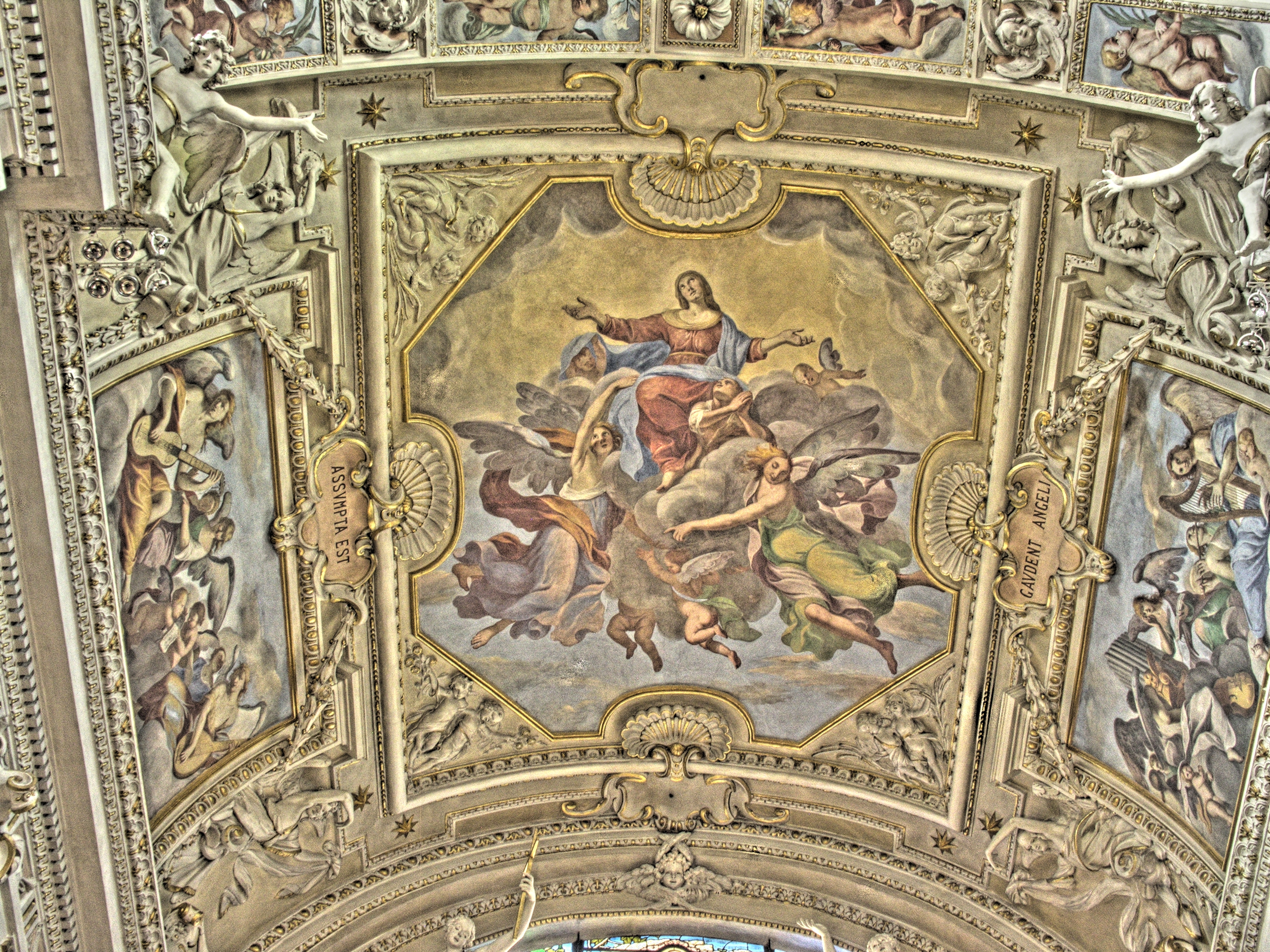
Particolare dell'affresco posto sopra l'altare